# Mistrzostwa Europy w Łucznictwie Polowym 1980
6. Mistrzostwa Europy odbyły się w dniach 25 sierpnia–5 września 1980 w Compiègne (Francja). Zawodniczki i zawodnicy startowali w konkurencji łuków dowolnych oraz instynktownych. Była to pierwsza edycja imprezy, która odbyła się niezależnie od mistrzostw świata.
Polacy nie startowali.

## Medaliści

### Kobiety
| Konkurencja:     | Złoto:         | Srebro:            | Brąz:              |
| łuk dowolny      | Carita Jussila | Anne-Sophie Curtil | Ursula Valenta     |
| łuk instynktowny | Sirpa Konttila | Annie Dardenne     | Ingegard Granqvist |

### Mężczyźni
| Konkurencja:     | Złoto:         | Srebro:       | Brąz:            |
| łuk dowolny      | Gert Bjerendal | Tommy Persson | Kyösti Laasonen  |
| łuk instynktowny | Pekka Mertanen | Lars Welen    | Anders Rosenberg |

## Klasyfikacja medalowa
| Lp. | Państwo   | Złoto | Srebro | Brąz | Razem |
| 1.  | Finlandia | 3     | 0      | 1    | 4     |
| 2.  | Szwecja   | 1     | 2      | 2    | 5     |
| 3.  | Francja   | 0     | 2      | 0    | 2     |
| 4.  | Austria   | 0     | 0      | 1    | 1     |